# Чмеклок
Чмеклок — ручей на полуострове Камчатка в России. Протекает по территории Мильковского района. Длина составляет 20 км.
Начинается на западном склоне хребта Асхачный Увал, являющегося водоразделом рек Толбачик и Щапина к северу от озера Утиного. Течёт в общем северном направлении в долине между Асхачным Увалом и хребтом Пологим через берёзово-лиственничный лес. Впадает в реку Толбачик слева на расстоянии 77 км от её устья на высоте 189,6 метра над уровнем моря.
Основные притоки — Быстрый (левый) и Шеломайник (правый).
По данным государственного водного реестра России относится к Анадыро-Колымскому бассейновому округу.
- Код водного объекта — 19070000112220000014639[3].